# Pel·lornèids
Els pel·lornèids o pel·lorneids (Pellorneidae) són una família de moixons de l'ordre dels passeriformes creada arran els estudis fets sobre membres de la família dels timàlids (Timaliidae) que van demostrar que algunes espècies no estaven relacionades.

## Sistemàtica
La família dels timàlids (Timaliidae) ha servit com un «calaix de sastre» on ubicar una sèrie de tàxons d'ocells del Vell Món, de difícil catalogació. La família Pellorneidae és un dels grans clades que han aparegut arran els treballs de Gelang et al (2009). El Congrés Ornitològic Internacional recull aquest canvis a partir de la versió 2.6 (1010).

## Llista de gèneres
Segons la classificació del Congrés Ornitològic Internacional (versió 11.1, 2021), aquesta família està formada per 13 gèneres amb 62 espècies:
- Gènere Graminicola, amb dues espècies.
- Gènere Turdinus, amb tres espècies.
- Gènere Malacopteron, amb 6 espècies.
- Gènere Gampsorhynchus, amb dues espècies.
- Gènere Schoeniparus, amb 7 espècies.
- Gènere Pellorneum, amb 13 espècies.
- Gènere Laticilla, amb dues espècies.
- Gènere Illadopsis, amb 8 espècies.
- Gènere Kenopia, amb una espècie: turdina estriada (Kenopia striata)
- Gènere Malacocincla, amb tres espècies.
- Gènere Gypsophila, amb 6 espècies.
- Gènere Ptilocichla, amb tres espècies.
- Gènere Napothera, amb 6 espècies.